# Palanzano
Palanzano là một đô thị ở tỉnh Parma ở vùng Emilia-Romagna, Italia, tọa lạc cách khoảng 90 km về phía tây của Bologna và khoảng 40 km về phía nam của Parma. Đến thời điểm ngày 31 tháng 12 năm 2004, đô thị này có dân số1.331 và diện tích là 70,4 km².
Đô thị Palanzano bao gồmfrazioni (đơn vị trực thuộc, làng) Caneto, Isola, Lalatta, Nirone, Pratopiano, Ranzano, Ruzzano, Selvanizza, Trevignano, Vaestano, Vairo Inferiore, Valcieca, and Zibana.
Palanzano tiếp giáp các đô thị sau đây: Corniglio, Monchio delle Corti, Neviano degli Arduini, Ramiseto, Tizzano Val Parma, Vetto.